# Richard Howell
Richard Howell (Marietta, Georgia, 26 de septiembre de 1990) es un jugador de baloncesto estadounidense. Mide 2,03 metros de altura, y juega en la posición de ala-pívot.

## Trayectoria deportiva

### Universidad

#### Estadísticas
| Año     | Equipo   | PJ  | PT | MPP  | %TC  | %3P  | %TL  | RPP  | APP | ROB | TPP | PPP  |
| ------- | -------- | --- | -- | ---- | ---- | ---- | ---- | ---- | --- | --- | --- | ---- |
| 2009–10 | NC State | 30  | 1  | 13.6 | .460 | .182 | .574 | 4.6  | .6  | .4  | .2  | 4.9  |
| 2010–11 | NC State | 30  | 8  | 18.2 | .518 | .400 | .648 | 6.5  | .9  | .8  | .5  | 7.4  |
| 2011–12 | NC State | 37  | 37 | 27.0 | .489 | .000 | .636 | 9.2  | 1.1 | 1.0 | .3  | 10.8 |
| 2012–13 | NC State | 35  | 35 | 31.6 | .570 | .000 | .648 | 10.9 | 1.7 | 1.0 | .9  | 12.7 |
| Total   | Total    | 132 | 81 | 23.2 | .518 | .222 | .633 | 8.0  | 1.1 | .8  | .5  | 9.2  |

### Profesional
Es un jugador con una gran experiencia en el baloncesto internacional, tras no ser elegido en el draft de la NBA de 2013, probó suerte en la liga de desarrollo jugando para Idaho Stampede y en los Austin Spurs. Después ha jugado en países como Italia, Filipinas y en la República Dominicana.
Howell aportó la campaña 2015-16 unas cifras de 15,1 puntos y 9,9 rebotes por partido en la liga israelí con el Ironi Nahariya.
En julio de 2016, a pesar de recibir ofertas de equipos para jugar Euroliga, decide fichar por el Hapoel Tel Aviv para las dos próximas campañas en formato de 1+1.